# دانييل برادبيري
دانييل سيمون برادبيري (بالإنجليزية: Danielle Simone Bradbery)‏ هي مغنية كانتري أمريكية ولدت في يوم 23 يوليو 1996 في مدينة هيوستن في تكساس، إشتركت في برنامج ذا فويس في الموسم الرابع في سنة 2013 وفازت به، حيث أصبحت حينها أصغر من تفوز بالمسابقة بعمر ال17 سنة، بعد فوزها أنتجت ألبومين غنائيين الأول بعنوان Danielle Bradbery في سنة 2013 والثاني بعنوان I Don't Believe We've Met في سنة 2017.

## روابط خارجية
- دانييل برادبيري على موقع IMDb (الإنجليزية)
- دانييل برادبيري على موقع ميوزك برينز (الإنجليزية)
- دانييل برادبيري على موقع أول ميوزيك (الإنجليزية)
- دانييل برادبيري على موقع ديسكوغز (الإنجليزية)
- دانييل برادبيري على موقع قاعدة بيانات الفيلم (الإنجليزية)